# France aux Jeux paralympiques d'été de 2004
De sa participation aux Jeux paralympiques d'été 2004, la France a ramené 74 médailles et la 9e place.
La délégation française à Athènes était composée de 215 personnes dont 141 athlètes et guides (32 femmes et 109 hommes). Le porte drapeau était Joël Jeannot, qui avait remporté de nombreuses récompenses en athlétisme et qui participait aux 1 500, 5 000 et 10 000 mètres, au relais 4 × 400 mètres et au marathon fauteuil.
Chaque athlète sélectionné a reçu une prime de 1 000 euros. Et à chaque médaille obtenue correspond une prime : 6 000 euros pour une médaille d'or, 3 600 euros pour une médaille d'argent et 2 400 euros pour une médaille de bronze.
La France était présente dans 14 disciplines : l'athlétisme, le basket-ball, le cyclisme, l'équitation, l'escrime, le football à 5 déficients visuels, l'haltérophilie, le judo, la natation, le tennis, le tennis de table, le tir à l'arc, le tir sportif et la voile.

## Bilan général
| Place | Sport                      |    |    |    | Total |
| 1     | Athlétisme                 | 5  | 6  | 7  | 18    |
| 2     | Natation                   | 4  | 7  | 10 | 21    |
| 3     | Tennis de table            | 3  | 6  | 5  | 14    |
| 4     | Judo                       | 2  | 1  | 2  | 4     |
| 5     | Escrime                    | 2  | 0  | 3  | 5     |
| 6     | Cyclisme                   | 1  | 3  | 2  | 6     |
| 7     | Voile                      | 1  | 0  | 0  | 1     |
| 8     | Force athlétique           | 0  | 2  | 0  | 2     |
| 9     | Tennis en fauteuil roulant | 0  | 1  | 1  | 2     |
| Total | Total                      | 18 | 26 | 30 | 74    |

## Médaillés[1]

### Médailles d'or
| Sport               | Discipline                                                                  | Sportifs                                                    |
| Médailles d’or : 18 |                                                                             |                                                             |
| Athlétisme          | 200 mètres femmes T12                                                       | Assia El Hannouni                                           |
| Athlétisme          | 10 000 mètres hommes T54                                                    | Joël Jeannot                                                |
| Athlétisme          | 800 mètres femmes T12                                                       | Assia El Hannouni                                           |
| Athlétisme          | 100 mètres femmes T12                                                       | Assia El Hannouni                                           |
| Athlétisme          | 400 mètres femmes T12                                                       | Assia El Hannouni                                           |
| Cyclisme            | Poursuite individuelle sur piste hommes LC3                                 | Laurent Thirionet                                           |
| Escrime             | Épée individuelle homme A                                                   | Cyril Moré                                                  |
| Escrime             | Épée par équipe hommes Open                                                 | Robert Citerne, David Maillard, Cyril Moré et Alim Latrèche |
| Judo                | Hommes - moins de 81 kg                                                     | Cyril Jonard                                                |
| Judo                | Femmes - moins de 48 kg                                                     | Karima Medjeded                                             |
| Natation            | 200 m nage libre femmes S5                                                  | Béatrice Hess                                               |
| Natation            | 100 m Brasse femmes SB4                                                     | Béatrice Hess                                               |
| Natation            | 100 m brasse SB6                                                            | Pascal Pinard                                               |
| Natation            | 50 m papillon femmes S6                                                     | Ludivine Loiseau                                            |
| Tennis de table     | Tournoi individuel - Femme-Class 1-2 (athlètes en fauteuil roulant)         | Isabelle Lafaye-Marziou                                     |
| Tennis de table     | Tournoi individuel - Homme-Class 7 (athlètes debout) -                      | Stéphane Messi                                              |
| Tennis de table     | Tournoi par équipes - Femme-Team classes 1-3 (athlètes en fauteuil roulant) | Isabelle Lafaye-Marziou Stéphanie Mariage Geneviève Clot    |
| Voile               | Quillard Solitaire 2.4 - Homme-Open                                         | Damien Seguin                                               |

### Médailles d'argent
| Sport                   | Discipline                                                                                         | Sportifs                                                       |
| Médailles d’argent : 26 | |                                                                |
| Athlétisme              | 200 m - Homme-T46 (athlètes amputés ou atteints d’autres handicaps moteurs)                        | Sébastien Barc                                                 |
| Athlétisme              | 100 m - Homme-T42 (athlètes amputés ou atteints d’autres handicaps moteurs)                        | Clavel Kayitare                                                |
| Athlétisme              | 100 m - Homme-T11 (athlètes malvoyants ou non-voyants)                                             | Trésor Gauthier Makunda                                        |
| Athlétisme              | Relais 4 × 400m - Homme- T53-54 (athlètes atteints de myélite)                                     | Pierre Fairbank Claude Issorat Joël Jeannot Éric Teurnier      |
| Athlétisme              | 200 m - Homme-T42 (athlètes amputés ou atteints d’autres handicaps moteurs)                        | Clavel Kayitare                                                |
| Athlétisme              | Relais 4 × 100m - Homme-T42-46 (athlètes amputés des jambes ou des bras)                           | Dominique André Sébastien Barc Xavier Le Draoullec Serge Ornem |
| Cyclisme                | Kilomètre sur piste individuel - Homme-LC1-LC4 (athlètes souffrant d’un handicap moteur)           | Laurent Thirionet                                              |
| Cyclisme                | Kilomètre sur piste Tandem - Homme-B1-B3 (athlètes malvoyants ou non-voyants)                      | Patrice Senmartin (Guide : Frédéric Janowski)                  |
| Cyclisme                | Classement final course sur route - Homme-LC3 (athlètes handicapés de l’un des membres inférieurs) | Laurent Thirionet                                              |
| Haltérophilie           | Développé-couché - Femme-moins de 60 kg                                                            | Souhad Ghazouani                                               |
| Haltérophilie           | Développé-couché - Femme-moins de 82,5 kg                                                          | Carine Burgy                                                   |
| Judo                    | Tournoi Paralympique - Femme-moins de 52 kg                                                        | Sandrine Aurières                                              |
| Natation                | 100 m nage libre - Femme-S5                                                                        | Béatrice Hess                                                  |
| Natation                | 50 m dos - Femme-S5                                                                                | Béatrice Hess                                                  |
| Natation                | 100 m nage libre - Femme-S6                                                                        | Ludivine Loiseau                                               |
| Natation                | 100 m dos - Femme-S6                                                                               | Ludivine Loiseau                                               |
| Natation                | 50 m nage libre - Homme-S2                                                                         | Philippe Revillon                                              |
| Natation                | 50 m nage libre - Femme-S5                                                                         | Béatrice Hess                                                  |
| Natation                | 50 m nage libre - Femme-S6                                                                         | Ludivine Loiseau                                               |
| Tennis en fauteuil      | Tournoi de double - Homme-Open                                                                     | Lahcen Majdi Michaël Jeremiasz                                 |
| Tennis de table         | Tournoi individuel - Femme-Class 1-2 (athlètes en fauteuil roulant)                                | Geneviève Clot                                                 |
| Tennis de table         | Tournoi individuel - Femme-Class 3 (athlètes en fauteuil roulant)                                  | Stéphanie Mariage                                              |
| Tennis de table         | Tournoi individuel - Homme-Class 3 (athlètes en fauteuil roulant)                                  | Jean-Philippe Robin                                            |
| Tennis de table         | Tournoi par équipes - Homme-Team class 4 (athlètes en fauteuil roulant)                            | Bruno Bénédetti Émeric Martin Sébastien Pechard                |
| Tennis de table         | Tournoi par équipes - Homme-Team class 8 (athlètes debout)                                         | Alain Pichon Michel Schaller Julien Soyer                      |
| Tennis de table         | Tournoi par équipes - Homme-Team class 10 (athlètes avec une seule main)                           | Olivier Chateigner Gilles de la Bourdonnaye François Serignat  |

### Médailles de bronze
| Sport                    | Discipline                                                                                | Sportifs                                                                        |
| Médailles de bronze : 30 |                                                                                           |                                                                                 |
| Athlétisme               | Lancer de poids - Homme-F35 (athlètes atteints de paralysie cérébrale)                    | Thierry Cibone                                                                  |
| Athlétisme               | Lancer de Javelot - Homme-F35 (athlètes atteints de paralysie cérébrale)                  | Thierry Cibone                                                                  |
| Athlétisme               | Saut en longueur - Homme-F46 (athlètes amputés ou atteints d’autres handicaps moteurs)    | Arnaud Assoumani                                                                |
| Athlétisme               | 100 m - Homme-T46 (athlètes amputés ou atteints d’autres handicaps moteurs)               | Sébastien Barc                                                                  |
| Athlétisme               | 400 m - Homme-T11 (athlètes malvoyants ou non-voyants)                                    | Aladji Ba                                                                       |
| Athlétisme               | Relais 4 × 100m - Homme-T53-54 (athlètes atteints de myélite)                             | Pierre Fairbank Claude Issorat Hubert Locco Rocca Ludovic Gapenne               |
| Athlétisme               | Relais 4 × 400m - Homme-T42-46 (athlètes amputés ou atteints d’autres handicaps moteurs)  | Dominique André Sébastien Barc Xavier Le Draoullec Emmanuel Lacroix Serge Ornem |
| Cyclisme                 | Vitesse Olympique sur piste - Homme-Open                                                  | Patrick Ceria David Mercier Laurent Thirionet                                   |
| Cyclisme                 | Classement final course sur route - Homme-CP4 (athlètes souffrant de paralysie cérébrale) | Michel Alcaine                                                                  |
| Escrime                  | Fleuret individuel - Femme-Cat A                                                          | Patricia Picot                                                                  |
| Escrime                  | Épée par équipe - Femme-Open                                                              | Sylvie Magnat Sylviane Meyer Patricia Picot Emmanuelle Assmann                  |
| Escrime                  | Sabre par équipe - Homme-Open                                                             | Pascal Durand Cyril Moré Moez El Assine                                         |
| Judo                     | Tournoi Paralympique - Femme - 63 kg                                                      | Angélique Quessandier                                                           |
| Judo                     | Tournoi Paralympique - Homme - 100 kg                                                     | Sébastien Le Meaux                                                              |
| Natation                 | 50 m dos - Femme-S4                                                                       | Anne-Cécile Lequien                                                             |
| Natation                 | 50 m papillon - Femme-S4                                                                  | Anne-Cécile Lequien                                                             |
| Natation                 | 50 m papillon - Homme-S5                                                                  | Pascal Pinard                                                                   |
| Natation                 | 50 m nage libre - Homme-S4                                                                | David Smétanine                                                                 |
| Natation                 | 100 m nage libre - Homme-S2                                                               | Philippe Revillon                                                               |
| Natation                 | 100 m dos - Homme-S7                                                                      | Éric Lindmann                                                                   |
| Natation                 | 100 m brasse - Homme-SB6                                                                  | Éric Lindmann                                                                   |
| Natation                 | 200 m nage libre - Homme-S2                                                               | Philippe Revillon                                                               |
| Natation                 | 200 m 4 nages - Homme-SM5                                                                 | Pascal Pinard                                                                   |
| Natation                 | 200 m 4 nages - Homme-SM7                                                                 | Éric Lindmann                                                                   |
| Tennis en fauteuil       | Tournoi en Simple - Homme-Open                                                            | Michaël Jeremiasz                                                               |
| Tennis de table          | Tournoi individuel - Femme-Class 9 (athlètes debout)                                      | Thu Kamkasomphou                                                                |
| Tennis de table          | Tournoi individuel - Homme-Class 5 (athlètes en fauteuil roulant)                         | Christophe Durand                                                               |
| Tennis de table          | Tournoi par équipes - Femme-Team classes 6-10                                             | Thu Kamkasomphou Audrey Le Morvan Claire Mairie                                 |
| Tennis de table          | Tournoi par équipes - Homme-Team class 5                                                  | Christophe Durand Grégory Rosec                                                 |
| Tennis de table          | Tournoi par équipes - Homme-Team Class 3                                                  | Jean-Philippe Robin Pascal Verger                                               |